# Olov Hartman

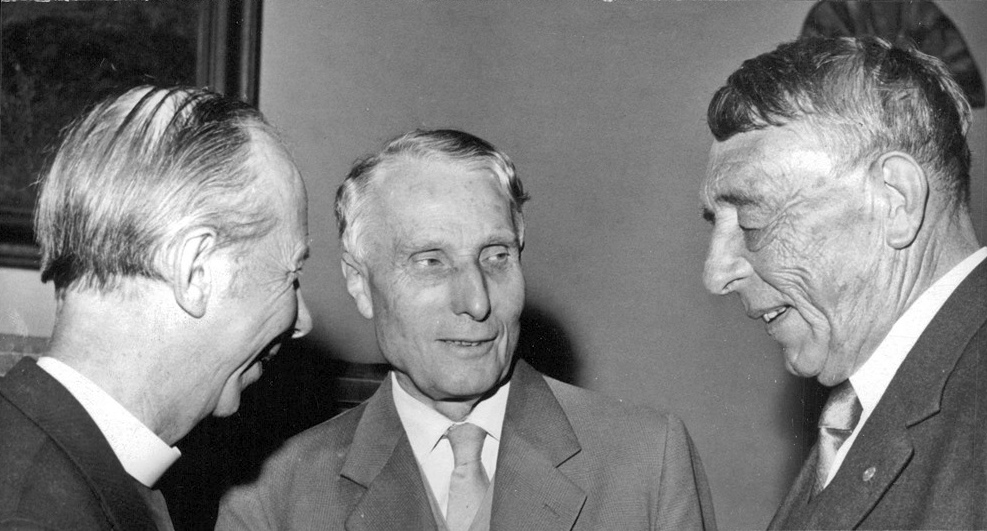
Olov Hartman tillsammans med biskoparna Manfred Björkquist och Arne Fjellbu, 1961.

Carl Olov Hartman, född 7 maj 1906 i Stockholm, död 28 april 1982 i Sigtuna, var en svensk präst och författare. Han var direktor för Sigtunastiftelsen, psalmdiktare och expert i 1969 års psalmkommitté. 

## Biografi
Olov Hartman var son till överstelöjtnanten i Frälsningsarmén Carl Hartman och Anna Carlsson, samt bror till Sven S. Hartman och Karin Hartman. Han prästvigdes i Uppsala 1932, och blev, efter några år som församlingspräst i Uppland och Hälsingland, tre år senare stiftsadjunkt i Växjö. 1938 blev han komminister i Nässjö församling.
År 1948 efterträdde Hartman Manfred Björkquist som direktor för Sigtunastiftelsen, och förde dess idéer vidare med starkt engagemang, bland annat genom stiftelsens konferenser. I spänningen mellan mystik och förkunnelse sökte han formulera ”talet om korset” i sitt författarskap: exempelvis i romanen Människor i rött (1950), dramat Den heliga staden (1953), samt i essäer om konst och samtida svenska författarskap, somliga publicerade i Vår Lösen. Han kan även räknas som det svenska moderna kyrkospelets skapare. År 1968 utsågs han till hedersdoktor vid teologiska fakulteten vid Lunds universitet, och 1976 tilldelades han De Nios Stora Pris. 
Han gifte sig 1929 med Ingrid Olsson (1902–1988), dotter till hemmansägare Per Olsson och Anna Hartman. Med henne blev han far till Lars Hartman, folkhögskolläraren och konstnären filosofie doktor Per Hartman (1934–2018) samt filosofie doktor i historia Ingrid Hartman-Söderberg (född 1935). Han var också svärfar till filmaren och tidigare tv-prästen Per Söderberg, samt morfar till nuvarande tv-prästen Johannes Söderberg.
Makarna Hartman är begravda på Sigtuna kyrkogård.

### Psalmförfattarskap
Hartman finns representerad i Den svenska psalmboken 1986 med 32 verk, varav flertalet är originaltexter: nr 38, 57, 62, 74, 153, 166, 335, 420, 450, 462, 477, 482, 483, 484, 489, 533, 587, 589, 594, 697 (vers 8–9), därtill bearbetningar av: nr 1, 23, 43, 175, 350, 351, 364, 564, 575, 623, 634 och 639.